# Naqneh
Naqneh (farsi نقنه) è una città dello shahrestān di Borujen, circoscrizione Centrale, nella provincia di Chahar Mahal e Bakhtiari. 